# Mesud Smailbegović
Mesud-efendija Smailbegović (1838/1839 Tešanj, Osmanská říše – 17. března 1904 Tešanj, Bosna a Hercegovina) byl bosenskohercegovský islámský duchovní a pedagog bosňáckého původu.

## Životopis
Základní vzdělání v islámských vědách získal od svého otce Ali Rizy, nato roku 1277 (1860/1861) odešel studovat do Istanbulu, kde nakonec strávil patnáct let. Po návratu do vlasti se stal učitelem, muderrisem ve Ferhat-begově medrese v Tešnji. Roku 1294 (1877) se vydal do Istanbulu znovu, aby složil zkoušku opravňující k výkonu funkce muftího. Po složení zkoušky se stal muftím v rodném Tešnji a na tomto postu setrval až do své smrti.
Jeho bratr Sabit-efendija Smailbegović Tešnjak mezi lety 1883 a 1902? zasedal v Ulema-medžlisu, nejvyšší radě duchovních Islámského společenství v Bosně a Hercegovině.